# Džon Bardž
Džon A. Bardž je rođen 9. januara 1955. godine, u gradu Šampejnu u američkoj saveznoj državi Ilinois gde je i odrastao, u skromnoj porodici sa tri sestre bez oca. Pohađao je Univerzitet u Ilinoisu, a postdiplomske studije završio je na Univerzitetu u Mičigenu, gde je upoznao poljskog naučnika Roberta Zajonca. Završio je doktorat 1981. godine i stekao zvanje socijalnog psihologa. Iste godine je angažovan kao asistent na Univerzitetu u Njujorku, gde je radio 22 godine. Danas radi kao profesor psihologije na Jejlu, gde je osnovao posebnu laboratoriju Automaticity in Cognition, Motivation, and Evaluation (ACME) Laboratory i jedan je od vodećih socijalnih psihologa svoje generacije.
Njegov rad se fokusira na automatizaciju i nesvesnu obradu, kao metod za bolje razumevanje socijalnog ponašanja, kao i filozofskih tema poput slobodne volje. Većina njegovih dela istražuje da li ponašanje za koje se smatra da je pod uticajem volje, može biti rezultat automatskih tumačenja i reakcija na spoljne stimuluse, kao što su reči. Takođe, iz svojih istraživanja je zaključio da se svaka osnovna psihološka pojava javlja bez namere i svesti osobe, ali ipak ima toliko snažne efekte na odluke i ponašanje čoveka kao i na filozofska pitanja poput već pomenute slobodne volje, prirode i svrhe same svesti. Pre trideset godina u Mičigenu, inicirao je empirijski pristup tim pitanjima primenom primamljive tehnike prezentacije kako bi pokrenuli unutrašnja stanja kao što su stavovi i namere bez svesne svesti osobe. Ovo istraživanje dosledno je pokazalo da ovi spoljni okidači stvaraju društvene procese, društveno ponašanje i motivacije u potpuno nesvesnom stanju. Ovi zaključci upućuju na to da svesni procesi nisu neophodni za stvaranje viših mentalnih procesa, uključujući društveno prosuđivanje i ponašanje i imaju jasne implikacije za ta osnovna pitanja o slobodnoj volji i ličnoj odgovornosti.
Veliki uticaj na rad Barga imao je njegov mentor, Robert Zajonc, koji je bio jedan od najuticajnih psihologa dvadesetog veka i čiji rad se koncentrisao na fundamentalne procese osnovnog ponašanja, sa naglaskom na afektu i kogniciji, kao i na procese koji se javljaju izvan svesnosti. Rad Barga u automatizaciji i nesvesnoj obradi istražuje meru u kojoj se obrada informacija odvija izvan namere ili svesti. Za razliku od američke profesorke sa Harvarda, Elen Langer, koja je smatrala takvu mentalnu obradu „bezumnom”, Barg je bio pristalica osnivača pragmatizma, Vilijama Džejmsa, koji je tvrdio da automatizovana obrada može biti korisna. Istraživanje Barga se fokusira na uticaj spoljašnjih stimulansa na percepciju i ponašanje, automatsku aktivaciju, psihološke efekte fizioloških stimulusa i implicitnu spoznaju.
Barg je istraživao i uticaje nesvesno prihvaćenih podsticaja, odnosno kako izlaganje stimulusima u okruženju može uticati na utiske pojedinaca. Nasumično je dodelio subjektima, koji su bili izloženi, reči koje su bile ili povezane sa neprijateljstvom ili neutralne, a zatim su subjekti zamoljeni da pročitaju dvosmislenu priču o čoveku i procene ga. Subjekti koji su podsvesno bili izloženi rečima vezanim za neprijateljstvo, ocenili su čoveka negativnije od onih koji su bili izloženi neutralnim rečima.

## Nagrade
- 2011 — izabrani član, Američka akademija nauka i umetnosti
- 2007 — nagrada za naučni uticaj, Društvo za eksperimentalnu socijalnu psihologiju
- 2006 — nagrada „Donald T. Campbell”, Društvo za razvoj ličnosti i socijalne psihologije
- 2001 — „Guggenheim Fellowship” — novčane nagrade 100 najuticajnih ljudi na svetu
- 2001 — saradnik u Centru za naprednu studiju bihejvioralnih nauka
- 1990 — Godišnja naučna nagrada iz društva Maks Plank
- 1989 — Nagrada američkog psihološkog udruženja za doprinos psihologiji
- 1982 — Društvo za eksperimentalnu socijalnu psihologiju

## Bibliografija

### Knjige
- Bargh, J (2017). Before You Know It; The Unconscious Reasons We Do What We Do.. William Heinemann.
- Morsella, E., Bargh, J. A., & Gollwitzer, P. M. Oxford handbook of human action. New York: Oxford University Press. 2009..
- Hassin, R., Uleman, J., & Bargh, J. (Eds.). The new unconscious. New York: Oxford University Press. 2005..
- Gollwitzer, P. M., & Bargh, J. A. (Eds.). The psychology of action: Linking motivation and cognition to behavior. New York: Guilford Publications. 1996..
- Uleman, J. S., & Bargh, J. A. (Eds.). Unintended thought. New York: Guilford Publications. 1989..

### Članci
- Ackerman, J. M., Nocera, C. C., & Bargh, J. A. (2010). Incidental haptic sensations influence social judgments and decisions. Science.
- Bargh, J. A., Chen, M., & Burrows, L. (1996). Bargh, J. A.; Chen, M.; Burrows, L. (1996). „Automaticity of social behavior: Direct effects of trait construct and stereotype priming on action”. Journal of Personality and Social Psychology. 71 (2): 230—244. PMID 8765481. doi:10.1037/0022-3514.71.2.230..
- Bargh, J. A., & Chartrand, T. L. (1999). Bargh, John A.; Chartrand, Tanya L. (1999). „The unbearable automaticity of being”. American Psychologist. 54 (7): 462—479. doi:10.1037/0003-066X.54.7.462..
- Bargh, J. A., & Ferguson, M. L. (2000). Bargh, John A.; Ferguson, Melissa J. (2000). „Beyond behaviorism: On the automaticity of higher mental processes”. Psychological Bulletin. 126 (6): 925—945. PMID 11107883. doi:10.1037/0033-2909.126.6.925..
- Bargh, J. A., Gollwitzer, P. M., Lee-Chai, A. Y., Barndollar, K., & Troetschel, R. (2001). Bargh, John A.; Gollwitzer, Peter M.; Lee-Chai, Annette; Barndollar, Kimberly; Trötschel, Roman (2001). „The automated will: Nonconscious activation and pursuit of behavioral goals”. Journal of Personality and Social Psychology. 81 (6): 1014—1027. doi:10.1037/0022-3514.81.6.1014..
- Bargh, J. A., & McKenna, K. Y. A. (2004). Bargh, J. A.; McKenna, K. Y. (2004). „The Internet and social life”. Annual Review of Psychology. 55: 573—590. PMID 14744227. doi:10.1146/annurev.psych.55.090902.141922..
- Bargh, J. A. „What have we been priming all these years? On the development, mechanisms, and ecology of nonconscious social behavior”. European Journal of Social Psychology. 2006. [Agenda 2006 article]
- Bargh, J. A. & Earp, B. D. „The will is caused, not free”. Dialogues, Society of Personality and Social Psychology. 24 (1): 13—15. 2009., . pdf.
- Chartrand, T. L., & Bargh, J. A. (1999). Chartrand, Tanya L.; Bargh, John A. (1999). „The chameleon effect: The perception-behavior link and social interaction”. Journal of Personality and Social Psychology. 76 (6): 893—910. doi:10.1037/0022-3514.76.6.893..
- Chen, S., Lee-Chai, A. Y., & Bargh, J. A. (2001). Chen, S.; Lee-Chai, A. Y.; Bargh, J. A. (2001). „Relationship orientation as a moderator of the effects of social power”. Journal of Personality and Social Psychology. 80 (2): 173—187. PMID 11220439. doi:10.1037/0022-3514.80.2.173..
- Dijksterhuis, A., & Bargh, J. A. (2001). The perception-behavior expressway: Automatic effects of social perception on social behavior. In M. P. Zanna (Ed.), Advances in experimental social psychology (Vol. 33, pp. 1–40). San Diego: Academic Press.
- Duckworth, Kimberly L.; Bargh, John A.; Garcia, Magda; Chaiken, Shelly (2002). „The Automatic Evaluation of Novel Stimuli”. Psychological Science. 13 (6): 513—519. PMID 12430834. S2CID 32627841. doi:10.1111/1467-9280.00490.
- Ferguson, M.J. & Bargh, J.A. (2004). Ferguson, M. J.; Bargh, J. A. (2004). „Liking is for doing: The effects of goal pursuit on automatic evaluation”. Journal of Personality and Social Psychology. 87 (5): 557—572. PMID 15535771. doi:10.1037/0022-3514.87.5.557..
- Ferguson, M. J., Bargh, J. A., & Nayak, D. A. (2005). Ferguson, Melissa J.; Bargh, John A.; Nayak, David A. (2005). „After-affects: How automatic evaluations influence the interpretation of subsequent, unrelated stimuli”. Journal of Experimental Social Psychology. 41 (2): 182—191. doi:10.1016/j.jesp.2004.05.008..
- Huang, J. Y.; Song, H.; Bargh, J. A. (2011). „Smooth Trajectories Travel Farther into the Future: Perceptual Fluency Effects on Prediction of Trend Continuation”. Journal of Experimental Social Psychology. 47 (2): 506—508. PMC 3079957 . PMID 21516174. doi:10.1016/j.jesp.2010.12.002.
- Uhlmann, Eric Luis; Poehlman, T. Andrew; Tannenbaum, David; Bargh, John A. (2011). „Implicit Puritanism in American moral cognition”. Journal of Experimental Social Psychology. 47 (2): 312—320. doi:10.1016/j.jesp.2010.10.013.
- Williams, L. E.; Bargh, J. A.; Nocera, C. C.; Gray, J. R. (децембар 2009). „The unconscious regulation of emotion: Nonconscious reappraisal goals modulate emotional reactivity”. Emotion. 9 (6): 847—54. PMC 2796590 . PMID 20001127. doi:10.1037/a0017745..

## Literatura
- „Psychology”. Yale. Приступљено 27. 10. 2017.
- „Philosophy for life”. Архивирано из оригинала 17. 12. 2017. г. Приступљено 28. 10. 2017.

## Spoljašnje veze
- Professional Profile
- Yale home page
- ACME Laboratory
- Yale News: Awards
- Edge Biography
- Psychology Today Blog
- Society for Personality and Social Psychology 2009 Symposium: Free Will